# Maciste e la regina di Samar
Maciste e la regina di Samar è un film del 1964 diretto da Giacomo Gentilomo. Le pellicola mescola il genere del peplum con quello della fantascienza. È nota anche come Maciste contro gli uomini della Luna.

## Trama
Nel regno di Samar ogni tre mesi vengono offerte in sacrificio delle giovani fanciulle, questo per decisione di alcuni strani esseri che affermano di provenire dalla Luna. La regina Samara è complice dei Lunari perché questi le consentono di governare formalmente il paese e di poter restare eternamente giovane.
Maciste viene così chiamato dal popolo che invoca aiuto per liberarsi da questi esseri alieni e, insieme a un gruppo di giovani coraggiosi, decide di tentare l'impresa. A capo del gruppo di giovani c'è il principe Darix, innamorato perdutamente di Bilis, la sorellastra di Samara.
Un giorno i Lunari chiedono in sacrificio Bilis per poter riportare in vita la loro dea e la regina Samara non si oppone al loro volere. Darix e Maciste cercano di liberare Bilis ma vengono fatti prigionieri. Il muscoloso eroe usa l'arma della seduzione per convincere la regina a lasciarlo andare.
Una volta libero va a prendere Darix e i suoi compagni con cui si reca alla montagna scelta come luogo del sacrificio. Dopo un'ardua battaglia Maciste e i suoi avranno la meglio, i Lunari verranno allontanati e Samara subirà una dura punizione: il regno passerà a Darix e Bilis mentre Maciste si allontanerà per dirigersi verso nuove terre e nuove avventure.

## Critica
Il film si apre e si chiude tra cataclismi di inaudita violenza che suggeriscono indirettamente l'apocalisse atomica e si articola sui binari abbastanza prevedibili di un'avventura fracassona, appena ravvivata da qualche sprazzo di fantasia.»
(Fantafilm)